# Садыхов, Рауф Хосровович
Садыхов Рауф Хосровович (21 октября 1944—15 марта 2015) — советский и белорусский ученый в области вычислительной техники и информатики, профессор, доктор технических наук.

## Биография
Окончил Азербайджанский политехнический институт в 1967 г. С 1971 г. работает в Институте технической кибернетики академии наук Беларуси. В 1975 г. защитил кадидатскую диссертацию. Параллельно с работой в институте в 1995 г. возглавил кафедру электронных вычислительных машин в Белорусском государственном университете информатики и радиоэлектроники. В 1991 г. защитил докторскую диссертацию (тема: «Разработка методов и вычислительных структур цифровой обработки сигналов в системах автоматизации экспериментальных исследований»). В 1992 ему присвоено звание профессора. Подготовил 13 канд. техн. наук, при его участии защищены 3 докторские диссертации. Лауреат Государственной премии Беларуси за 2002 год (2003, за работу «Распознавание и анализ стохастических данных и цифровых изображений») совместно с С. В. Абламейко, В. В. Старовойтовым, А. В. Тузиковым, Ю. С. Хариным.

### Членство в научных обществах
Вице-председатель Белорусского отделения международного общества нейронных сетей, член IEE и Белорусской ассоциации по распознаванию изображений (БААРИ), докторских советов по защите диссертаций (ОИПИ НАНБ, БГУИР), экспертного совета Белорусского республиканского фонда фундаментальных исследований, заместитель председателя экспертного Совета ВАК Беларуси.

## Область научных интересов
Работы Садыхова Р. Х. посвящены цифровой обработке сигналов, распознаванию образов и проектированию систем искусственного интеллекта.

## Книги, монографии
1. Р.Х. Садыхов, П.М. Чеголин, В.П. Шмерко. Методы обработки сигналов в дискретных базисах функций. — Минск: Наука и техника, 1987. — 296 с.
2. Р.Х. Садыхов, М.М. Татур. Технический сервис однородных вычислительных устройств. — Минск: Изд. респ. унитар. предприятие "Университетское", 2001. — 275 с. — ISBN 985-09-0411-9.
3. Средства параллельного программирования для OC Linux: Учеб. пособие / под ред. Р.Х. Садыхов. — Минск: Европ. гуманитар. ун-т, 2004. — 475 с. — ISBN 985-6723-50-7.

## Статьи в научных журналах
1. Садыхов Р.Х., Вершок Д.А. Алгоритм выделения информативных признаков на основе преобразования Радона в системе распознавания рукописных признаков // Известия НАН Беларуси. Сер. физ.-техн.. — 1998. — № 3. — С. 103—107.
2. Садыхов Р.Х., Ракуш В.В. Модели гауссовых смесей для верификации диктора по произвольной речи // Доклады БГУИР. — 2003. — № 4. — С. 95—103.
3. Sadykhov R.Kh., Podenok L.P., Samokhval Vl. A., Uvarov, A. A. The System for Handwritten Symbol and Signature Recognition Using FPGA Computing // Image Analysis and Recognition. — 2004. — С. 447—454. — doi:10.1007/978-3-540-30125-7_56.
4. Садыхов Р.Х., Мельников П.Г. Модификация алгоритма Хона–Шунка для выделения в видеопотоке движущихся людей // Известия НАН Беларуси. Сер. физ.-техн.. — 2006. — № 4. — С. 93—97.
5. Sadykhov R.Kh., Lamovsky D.V. Estimation of the cross correlation based optical flow for video surveillance // International Scientific Journal of Computing. — 2006. — Т. 5, № 3. — С. 112—117.